# Колумб (місячний кратер)
Кра́тер Колу́мб (лат. Colombo) — великий стародавній метеоритний кратер в материковій місцевості між Морем Нектару і Морем Достатку на видимому боці Місяця. Назву присвоєно в честь іспанського мореплавця Христофора Колумба (1451—1506) і затверджено Міжнародним астрономічним союзом у 1935 році. Утворення кратера відбулось у нектарському періоді

## Опис кратера

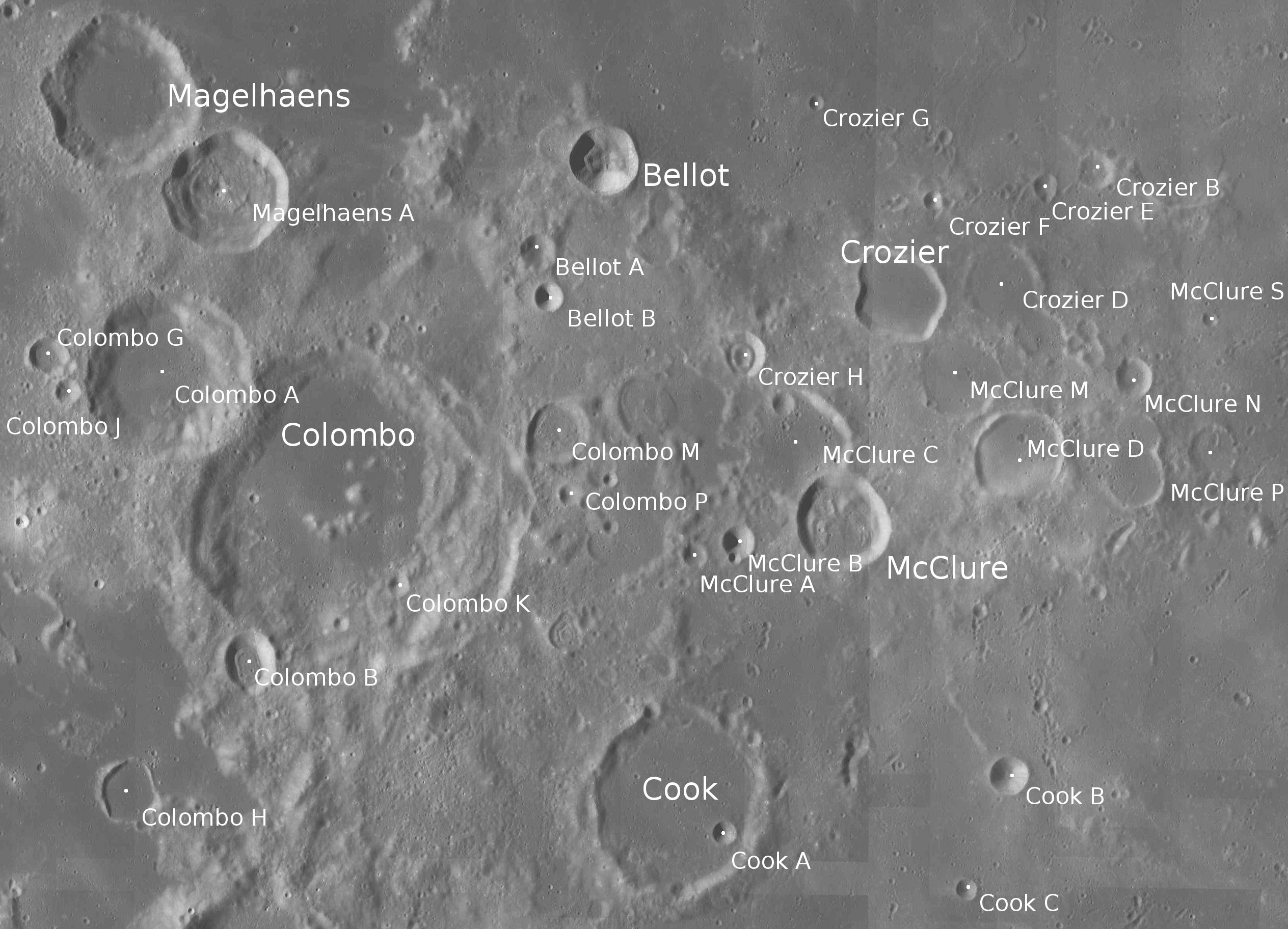
Околиці кратера Колумб. Світлина зонда Lunar Reconnaissance Orbiter.

Найближчими сусідами кратера Колумб є кратер Боненбергер на заході; кратер Магеллан на півночі північному заході; кратер Белло на північному сході; кратер Мак-Клюр на сході; кратер Кук на південному сході; кратер Монж на півдні південному сході і кратер Сантбех на півдні південному заході. На захід від кратера Колумб розташовуються гори Піренеї і Море Нектару за ними, на півночі — Море Достатку. Селенографічні координати центру кратера 15°16′ пд. ш. 46°01′ сх. д. / 15.26° пд. ш. 46.02° сх. д., діаметр 79,0 км, глибина 2,53 км.
Кратер Колумб має полігональну форму та зазнав суттєвих руйнувань за тривалий час свого існування, особливо у південній частині. Вал згладжений, порізаний долинами, північно-західна частина валу перекрита сателітним кратером Колумб A (див. нижче), південно-західна — сателітним кратером Колумб B, до південної частини валу прилягає гірський хребет. Внутрішній схил валу має терасоподібну структуру і є асиметричним: вузький у північній та північно-західній, широкий у південно-східній частині. Висота валу над навколишньою місцевістю сягає 2400 м, об'єм кратера становить приблизно 5300 км³. Дно чаші є відносно рівним, у її центрі розташовується скупчення пагорбів, один з яких досягає висоти 800 м.

## Сателітні кратери
| Колумб | Координати                                                | Діаметр, км |
| ------ | --------------------------------------------------------- | ----------- |
| A      | 14°11′ пд. ш. 44°28′ сх. д. / 14.18° пд. ш. 44.46° сх. д. | 40,8        |
| B      | 16°25′ пд. ш. 45°10′ сх. д. / 16.41° пд. ш. 45.16° сх. д. | 13,5        |
| E      | 15°49′ пд. ш. 42°23′ сх. д. / 15.82° пд. ш. 42.38° сх. д. | 14,9        |
| G      | 14°01′ пд. ш. 43°26′ сх. д. / 14.01° пд. ш. 43.44° сх. д. | 9,0         |
| H      | 17°27′ пд. ш. 44°08′ сх. д. / 17.45° пд. ш. 44.13° сх. д. | 14,1        |
| J      | 14°18′ пд. ш. 43°37′ сх. д. / 14.3° пд. ш. 43.62° сх. д.  | 6,0         |
| K      | 15°50′ пд. ш. 46°26′ сх. д. / 15.83° пд. ш. 46.44° сх. д. | 5           |
| M      | 14°38′ пд. ш. 47°48′ сх. д. / 14.64° пд. ш. 47.8° сх. д.  | 15,7        |
| P      | 15°07′ пд. ш. 47°54′ сх. д. / 15.11° пд. ш. 47.9° сх. д.  | 5,9         |
| T      | 18°58′ пд. ш. 45°28′ сх. д. / 18.97° пд. ш. 45.46° сх. д. | 10,0        |

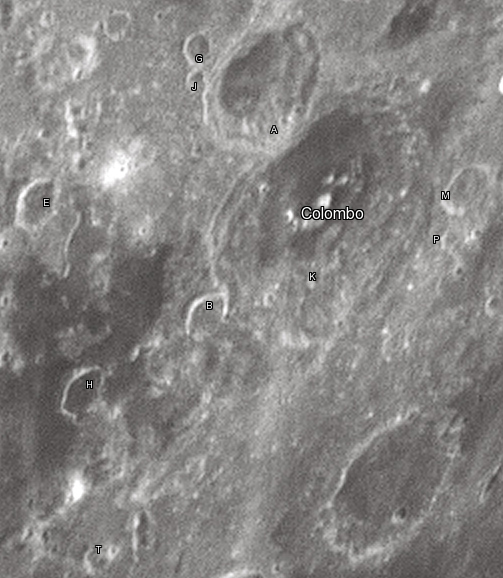
Світлина Девіда Кемпбелла

- Сателітний кратер Колумб A утворився в нектарському періоді[1].